# Brian Gilbert (tennis)
John Brian Gilbert est un joueur britannique de tennis né le 17 juillet 1887 à Barnes et décédé le 28 juillet 1974 à Roehampton. Il a notamment remporté le Tournoi de Wimbledon en double mixte en 1924, avec Kitty McKane. Il est également demi-finaliste à Wimbledon.

## Carrière
Aux jeux olympiques de 1924 à Paris, résultat en simple : 1/8 perd contre Takeishi Harada et en double mixte : 4e avec Kitty McCane
En Coupe Davis, il joue pour le Royaume-Uni de 1923 à 1925 en Angleterre, à Bruxelles et à Copenhague. En simple 7 victoire pour 4 défaites.
Il participe au tournoi de Wimbledon de 1921 à 1933. Il atteint les demi-finale en 1922, défaite contre Randolph Lycett 8-6, 9-7, 6-3. Il parvient également deux fois en 1/8 de finale en 1924 et 1925 battu par René Lacoste puis Jean Borotra.
Il participe deux fois aux Championnats du monde sur terre battue en 1922 et 1923, il y atteint les1/8 en 1923 et il y bat André Gobert et Henri Cochet.

### Titre en double mixte
|   | Date | Nom et lieu du tournoi       | Cat.      | ($) | Surf.        | Partenaire   | Finalistes                      | Score         |
| 1 | 1924 | The Championships, Wimbledon | G. Chelem |     | Herbe (ext.) | Kitty McKane | Dorothy Shepherd Leslie Godfree | 6-3, 3-6, 6-3 |